# Bortac

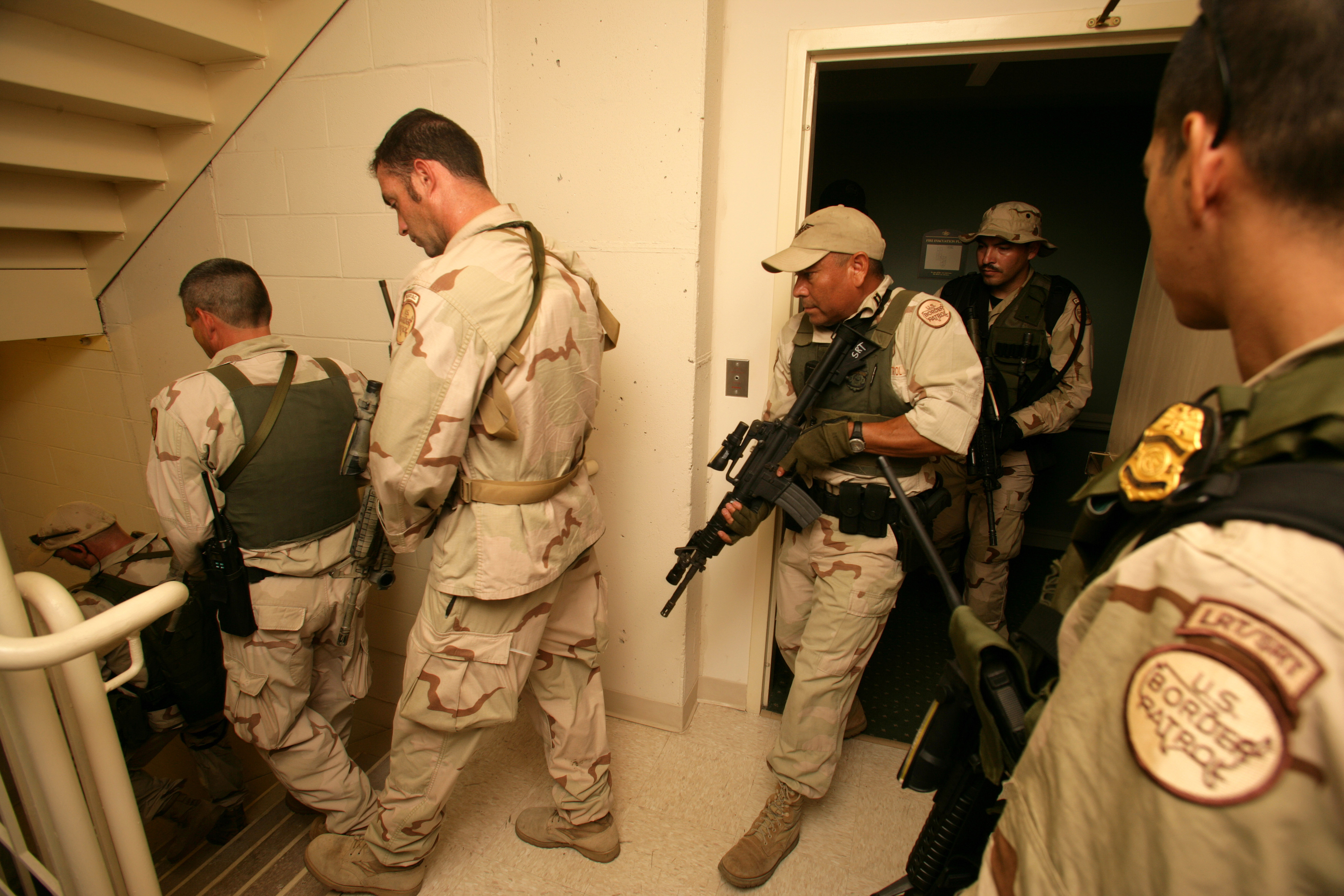
Bortac-agenter och medlemmar av Laredo Sector Special Response Team i New Orleans under orkanen Katrina 2005

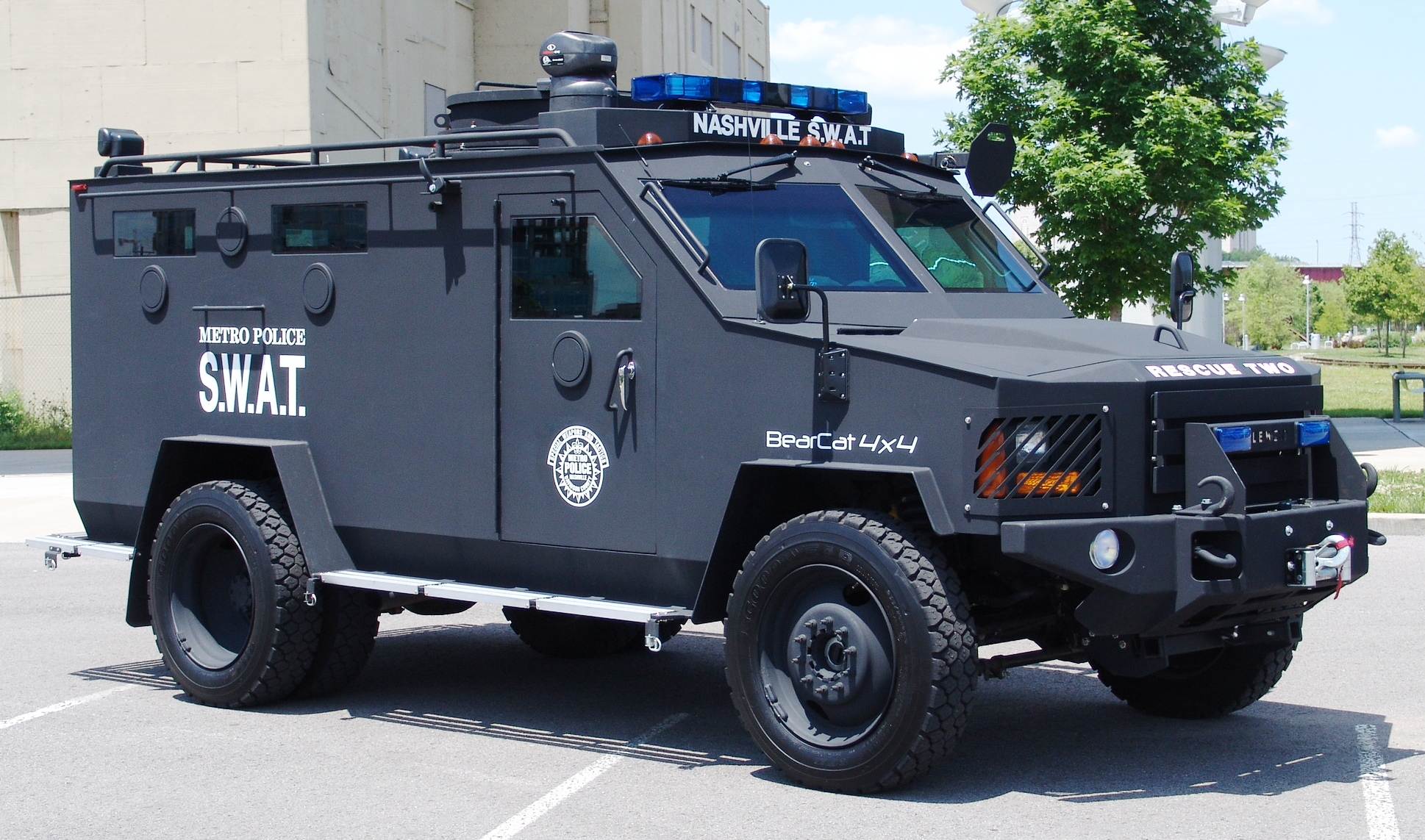
Bepansrad bil av typ Lenco Bearcat från Nachville Police. Samma fordonstyp används av Bortac

Bortac, fullständigt namn Border Patrol Tactical Unit, är en amerikansk federal SWAT-styrka inom United States Border Patrol. Denna ingår i myndigheten United States Customs and Border Protection under USA:s inrikessäkerhetsdepartement.
Bortac arbetar såväl i som utanför USA. Inrikes är det tillåtna verksamhetsområdet det som gäller för US Border Patrol, nämligen en "gränszon" på 160 kilometer från USA:s gränser, inklusive kustlinjerna. Bortac har en styrka på omkring 120.
Bortac organiserades på 1984 i syfte att upprätta en enhet, som låg utanför försvarsmakten, för att ingripa vid kravaller på läger där olagliga immigranter hölls fängslade.

## Insättande vid allmänna demonstrationer
Det väckte uppmärksamhet i juli 2020, att Bortacstyrkor sattes in mot demonstrationer i Portland i Oregon på order av Donald Trumps inrikessäkerhetsminister.. Tillsammans med agenter från US Immigration and Customs Enforcement sattes Bortac-agenter in, klädda i anonyma kamouflagemönstrade uniformer och med skåpbilar utan registreringsskyltar och attackerade demonstranter med tårgas, knallskott och vapen med gummikulor. Den angivna anledningen till ett federalt beslut var att försvara den federala domstolsbyggnad, som var i centrum för demonstrationerna.